# 元明清历史年表
元明清历史年表為元明清三朝的历史年表。

## 蒙古（1206－1271）
1206　太祖（成吉思汗，铁木真，1162－1227）即位
1215　攻取金朝首都中都
1217　中都改名燕京
1218　灭西辽（1132－1218）
1219　
1220　灭花剌子模（1200－1220）
1223　木华黎（1170－1223）去世
1224　哲别（?－1224?）去世
1225　术赤（1177－1225）去世
1225　蒙古第一次西征結束
1227　长春真人（丘处机，1148－1227）逝
1227　山东博州发行纸币“会子”
1227　灭西夏（1038－1227）
1227　拖雷（1192－1232）监国
1229　太宗（窝阔台汗，窝阔台，1186－1241）
1233　封孔子五十一世孙孔元措为衍圣公
1234　联南宋灭金朝（1115－1234）
1235　建都和林
1235　蒙古第二次西征
1236　发行纸币“交钞”
1238　第一次科举“戊戌选试”
1240　征服俄罗斯、乌克兰、白俄罗斯等地
1241　征服波兰王国、匈牙利王国
1242　察合台（1178?－1242?）去世
1242　蒙古第二次西征结束
1242　乃马真后（昭慈皇后，?－1246）称制
1244　耶律楚材（1190－1244）去世
1246　定宗（贵由汗，贵由，1206－1248）
1247　凉州会盟，吐蕃归附　
1248　速不台（1176－1248）去世　
1248　海迷失后（钦淑皇后，?－1252）称制
1251　宪宗（蒙哥汗，蒙哥，1208－1259）
1252　“四帝之母”唆鲁禾帖尼（1192?－1252）皇太后去世
1252　蒙古第三次西征
1253　设立交钞提举司，专门负责纸币“交钞”的发行
1253　在开平修建王府宫殿
1253　灭大理国（937－1253）
1255　拔都（1207－1255）去世
1256　灭木剌夷国
1257　元好问（1190－1257）去世
1258　灭阿拔斯王朝（750－1258）
1260　击溃阿尤布王朝，征服叙利亚全境　
1260　中统　世祖（薛禅汗，忽必烈，1215－1294），即皇帝位　
1260　发布即位诏书《皇帝登宝位诏》，建年号“中统”
1260　阿里不哥起兵，和忽必烈争位　
1260　发行纸币中统元宝交钞　
1260　蒙古第三次西征结束　
1260　迁都开平　
1263　开平改名上都　
1264＝甲子年
1264　阿里不哥兵败，向忽必烈投降
1264　燕京改名中都
1264　至元
1265　旭烈兀（1217－1265）去世
1266　阿里不哥（1219?－1266）去世
1267　迁都中都，修建皇城和宫城

## 元（1271－1368）
1271　忽必烈将汉语国号“大蒙古国”改为“大元”
1272　中都改名大都
1273　颁布官修农书《农桑辑要》
1274　刘秉忠（1216－1274）去世
1274　第一次征日
1275　马可波罗（1254－1323）到达中国
1275　史天泽（1202－1275）去世
1275　郝经（1223－1275）去世
1276　入临安，灭南宋（1127－1276）
1279　灭南宋海上流亡政权（1276－1279），统一全国
1280　張弘範（1238－1280）去世
1281　第二次征日
1281　察必（1227?－1281）皇后去世
1286　真金（1243－1286）皇太子去世
1287　发行纸币至元通行宝钞
1290　直隶地震
1291　颁布法律《至元新格》
1292　马可波罗（1254－1323）离开中国
1294　成宗（完泽笃汗，铁穆耳，1265－1307）
1295　伯颜（1236－1295）去世
1295　元贞
1297　大德
1300　关汉卿（1220－1300）去世
1303　元朝和窝阔台汗国、察合台汗国约和，四大汗国一直承认元朝皇帝的宗主地位
1303　洪洞赵城地震
1304　四大汗国彼此之间约和，蒙古帝国内战彻底结束
1307　元武宗（曲律汗，海山，1281－1311）
1307　在王忽察都兴建中都
1308　至大
1309　窝阔台汗国（1225－1309）灭亡
1311　元仁宗（普颜笃汗，爱育黎拔力八达，1285－1320）
1312　皇庆
1313　下诏恢复科举
1314　延祐
1316　郭守敬（1231－1316）逝，计算数、天文学、地理
1320　英宗（格坚汗，硕德八剌，1303－1323）
1321　至治
1321　马致远（1250?－1321?）去世
1322　《大元圣政国朝典章》（《元典章》）修成
1323　颁布法律《大元通制》，《至元新格》停止使用
1323　元泰定帝（也孙铁木儿，1293－1328）
1324＝甲子年
1324　泰定
1328　致和　
1328　天顺　元天顺帝（阿速吉八，1320－1328？）　
1328　天历　元文宗（札牙笃汗，图帖睦尔，1304－1332），第一次在位
1329　元明宗（忽都笃汗，和世㻋，1300－1329）
1329　元文宗（札牙笃汗，图帖睦尔，1304－1332），第二次在位
1330　至顺
1331　《经世大典》修成
1332　元宁宗（懿璘质班汗，懿璘质班，1326－1332）
1333　元惠宗（乌哈噶图汗，妥懽帖睦尔，1320－1370）
1333　元统
1335　至元
1335　废止科举
1340　恢复科举
1341　至正
1344　辽史、金史修成
1345　宋史修成
1346　颁布法律《至正条格》，《大元通制》停止使用
1351　韩山童（?－1351）、刘福通（?－1363）红巾之乱（1351－1366）起
1355　脱脱（1314－1355）去世
1359　红巾军攻陷元上都，焚毁宫殿后离去
1368　明军攻陷大都，元惠宗北逃，元朝结束

## 北元（1368－1388）
1368　惠宗（乌哈噶图汗，妥懽帖睦尔，1320－1370），至正二十八年
1368　迁都上都
1369　迁都应昌
1370　昭宗（必里克图汗，爱猷识理达腊，1339－1378）　
1370　迁都和林
1371　宣光　
1378　天元帝（乌萨哈尔汗，脱古思帖木儿，1342?－1388）
1379　天元
1392　明军攻取云南，元朝梁王把匝剌瓦尔密自杀
1387　明军攻取东北，元军统帅纳哈出降明
1388　天元帝内乱中被杀，此后北元去国号灭亡（《明史》说法为1402年），为鞑靼所取代，直到1635年额哲（林丹汗之子）将元朝传国玉玺献给后金皇太极，鞑靼被后金灭亡

## 明（1368－1644）
1368　洪武　太祖（朱元璋，1328－1398）即位
1369　倭寇侵山东沿岸，倭寇之忧起
1370　定科举法
1370　施耐庵（1296－1370）逝，著有《水浒传》
1380　胡惟庸（ －1380）入狱，废止宰相
1373　颁布大明律
1381　行里甲制
1384　甲子年
1384　再定科举取士制
1385　画家王蒙（1308－1385）逝
1385　徐达（1332－1385）逝
1387　《鱼鳞图册》问世
1398　惠帝（朱允炆，1377－1402?）
1399　建文
1400　罗贯中（1330?－1400?）逝，著有《三国志演义》
1402　成祖（朱棣，1360－1424）
1402　方孝孺（ －1402）被杀
1403　永乐
1405　郑和（1371－1435）七次下西洋（ 1405－1433）始
1407　《永乐大典》问世
1410　黄河泛滥
1420　北京设东厂
1421　迁都北京
1424　仁宗（朱高炽，1378－1425）
1425　洪熙
1425　宣宗（朱瞻基，1399－1435）
1426　宣德
1435　英宗（朱祁鎮，1427－1464）
1435　宦官专政开始
1436　正统
1444　甲子年
1449　土木堡之变，英宗（1427－1464）被瓦剌军也先（ －1454）俘
1449　景帝（朱祁鈺，1428－1457）
1449　瓦剌军也先（ －1454）攻北京
1450　景泰
1457　天顺　英宗（朱祁镇，1427－1464）
1462　画家戴进（1389－1462）逝
1464　宪宗（朱见深，1447－1487）
1465　成化
1487　孝宗（朱祐樘，1470－1505）
1488　弘治
1490　庆阳流星雨事件
1502　《大明会典》问世
1504　甲子年
1505　武宗（朱厚照，1491－1521）
1506　正德
1506　王阳明（1472－1529）贬贵州
1509　画家沈周（1427－1509）逝
1510　宦官刘瑾（ －1510）逝
1521　世宗（朱厚熜，1507－1566）
1522　嘉靖
1550　瓦剌軍围北京
1552　画家仇英（ －1552?）逝
1556　嘉靖大地震
1559　杨慎（1488－1559）逝
1559　文徵明（1470－1559）逝
1562　严嵩遭罢免
1557　葡萄牙获澳门居住权
1563　俞大猷（1504－1580），戚继光（1528－1587）于福建破倭寇
1564　甲子年
1566　穆宗（朱载坖，1537－1572）
1566　海瑞（1514－1587）非难世宗（1507－1566）入狱
1566　葡萄牙人建设澳门
1567　隆庆
1570　缔约承认蒙古對西藏宗主权
1570　李攀龙（1514－1557）逝
1572　神宗（朱翊鈞，1563－1620）
1572　张居正（1525－1582）为首辅，高拱（1512－1578）遭罢免
1573　万历
1578　李时珍（1518－1593）著《本草纲目》（Great Pharmacopoeia）问世
1580　张居正（1525－1582）丈量田亩
1582　吴承恩（1510?－1582?）逝，著有《西游记》
1583　申时行（1535－1614）任首辅
1584　耿定理（1534－1584）逝
1590　王世贞（1526－1590）逝
1592　日本丰臣秀吉（1536－1598）出兵朝鲜
1593　文人徐渭（1521－1593）逝
1596　耿定向（1524－1596）逝
1596　日本第二次出兵朝鲜
1601　意大利耶稣教会传教士利玛窦（1552－1610）到北京
1602　李贄（李卓吾，1527－1602）狱中自杀
1604　顾宪成（1550－1612）重建东林书院
1606　袁黃（袁了凡，1533－1606）逝，著有《了凡四训》
1610　袁宏道（1568－1610）逝
1615　爱新觉罗努尔哈赤（1559－1626）定八旗制
1616　汤显祖（1550－1616）逝
1618　湯若望 告別歐洲故土，抵達北京，一生再未返回。　
1620　光宗（朱常洛，1582－1620）
1620　泰昌　熹宗（朱由校，1605－1627）
1620　官宦之争起
1621　天启
1623　魏忠贤（1568－1627）为东厂长官
1626　王恭厰大爆炸
1627　思宗（朱由检，1611－1644）
1628　崇禎　西北大饥荒，李自成（1605－1645）乱起
1630　袁崇焕（ －1630）遭磔刑
1636　董其昌（1555－1636）逝
1637　宋应星（1587－1666）著《天工开物》
1642　洪承疇降清
1644　李自成（1605－1645）陷北京，明朝灭亡

## 南明（1644－1662）
1644　吴三桂（1612－1678）降清
1644　弘光　安宗（朱由崧， －1646）福王即位南京
1645　隆武　绍宗（朱聿鍵，1602－1646）唐王即位福州
1646　紹武　唐王（朱聿𨮁， －1647）即位于广州
注：唐王朱聿𨮁即位时改元绍武，以明年为绍武元年。终其朝，仍用隆武纪年。绍武并未使用。但仍称其为绍武帝。
1646　永历　桂王（朱由榔，1623－1662）即位肇庆
1650　郑成功（1624－1662）以金门、厦门为据点抗清
1658　郑成功（1624－1662）封延平郡王
1659　桂王（1623－1662）逃缅甸
1661　郑成功（1624－1662）攻台湾，驱荷兰人
1662　吴三桂（1612－1678）杀桂王（1623－1662）

## 后金（1616－1635）
1616　天命　太祖（努尔哈赤，1559－1626）即位，国号大金（后金），国都兴京
1624　甲子年
1626　太宗（皇太极，1592－1643）
1627　天聪

## 清（1636－1912）
1636　改国号大清，皇太极称帝，清朝建立
1636　崇德
1643　世祖（福临，1638－1661）
1644　顺治　灭明（1368－1644）
1650　摄政王多尔衮逝（1612－1650）
1659　朱舜水（1600－1682）归化日本，和水户学派往来
1661　圣祖（玄烨，1654－1722）
1662　康熙
1666　德国耶稣教会传教士汤若望 逝
1666　（Johann Adam Schall von Bell，1591－1666）逝
1668　郯城大地震
1671　耿继茂（ －1671）逝
1673　三藩之乱（1673－1681）起
1676　尚可喜（1604－1676）逝
1678　吴三桂（1612－1678）逝
1679　三河・平谷地震
1681　郑经（1642－1681）逝
1682　顾炎武（1613－1682）逝，著有《日知录》
1683　施琅攻台湾，郑克塽（ 1670－1707）投降
1684　甲子年
1692　王夫之（王而农，1619－1692）逝
1695　黃宗羲（1610－1695），著有《明儒学案》
1705　八大山人（朱耷，1626－1705）逝
1711　王士禎（1634－1711）逝
1715　蒲松龄（1640－1715）逝，著有《聊斋志异》
1716　《康熙字典》问世
1718　画僧石涛（1642－1718?）逝
1718　通渭・甘谷地震
1721　台湾朱一贵（1687－1721）举兵反清失败
1722　世宗（胤禛，1678－1735）
1723　驱逐各地基督教传教士
1723　雍正
1725　《古今图书集成》问世
1735　高宗（弘历，1711－1799）
1735　《明史》问世
1736　乾隆
1739　平罗地震
1740　《大清一统志》问世
1744　甲子年
1754　吴敬梓（1701－1754）逝，著有《儒林外史》
1763　曹雪芹（1724－1763）逝，著有《红楼梦》
1763　书画家金农（1687－1763）逝
1765　郑板桥（1693－1765）逝
1766　《大清会典》问世
1769　诗人沈德潜（1673－1769）逝
1780　《四库全书薈要》问世
1782　《四库全书》问世
1786　台湾天地会林爽文（ －1788）反乱
1786　康定-泸定地震
1796　嘉庆　仁宗（顒琰，1760－1820）
1796　白莲教起义（1796－1804）起
1797　袁枚（1716－1796）逝
1799　和珅（ －1799）自杀
1799　石屏地震
1804　甲子年
1804　钱大昕（1728－1804）逝
1805　纪昀（纪晓岚，1724－1805）逝，负责主编《四库全书》
1811　禁止基督教传教
1815　禁鸦片
1816　无夏之年
1820　宣宗（旻宁，1782－1850）
1821　道光
1833　嵩明地震
1839　林则徐（1785－1850）虎门销烟
1839　第一次鸦片战争（1840－1842）
1841　龔自珍（1792－1841）逝，著有《定盦文集》
1842　中英签订《南京条约》
1848　徐松（1781－1848）逝，著有《宋会要》
1850　文宗（奕詝，1831－1861）
1850　西昌地震
1851　咸丰
1851　洪秀全（1814－1864）成立太平天国
1851　（Heavenly Kingdom of Great Peace，1850－1864）
1852　曾国藩（1811－1872）组湘军
1853 　淮北捻军（1853－1868）起
1855 　咸丰黄河大改道
1856　英法联军，第二次鸦片战争（1856－1860）
1861　穆宗（载淳，1856－1875）
1861　慈禧（1835－1908）垂廉听政开始
1861　恭亲王奕訢（1832－1898）设总理各国事务衙门
1862　同治
1863　石达开（1831－1863）被杀
1864　湘军南京屠城
1865　李鸿章（1823－1901）立江南制造局
1866　左宗棠（1812－1885）设福州造船厂
1874　德宗（載湉，1871－1908）
1874　甲戌风灾
1875　光绪
1875　丁戊奇荒（1875－1878）
1876　沈葆禎（1820－1879）聘法国工程師于台南建成億载金城
1885　刘铭传（1836－1895）任台湾省巡抚（1885－1891）
1876　左宗棠讨伐阿古柏。李鸿章反对无效。
1877　左宗棠占和阗，收复除伊犁地区外的新疆全部领土。随即上疏建议新疆改设行省。
1879　中俄伊犁交涉。1880年春左宗棠在新疆部署兵事。
1879　日本正式吞并琉球，废除其国王，将琉球改为冲绳县。
1879　武都地震
1881　中俄《伊犁条约》签定。
1882　中国第一台蒸汽机车中国火箭号组装完成。
1887　黄河决口
1889　光绪（1871－1908）亲政开始
1894　中日甲午战争（1894－1895）
1894　旅顺大屠杀
1894　唐景崧（1841－1902）任台湾省巡抚
1895　丁汝昌（丁禹廷，1836－1895）自杀
1898　谭嗣同（1865－1898），康有为（1858－1927）戊戌变法
1889　张之洞（1837－1909）任湖广总督，推动洋务运动
1899　道士王丹籙于敦煌石窟第 17窟发现大量书画经卷
1900　义和团起义
1900　八国联军之役
1900　海兰泡惨案
1900　作家谢冰心（1900－1999）生
1905　诗人黃遵宪（1848－1905）逝
1901　废八股，用策论
1902　鲁迅（周作人，1881－1936）留日
1904　日俄战争（1904－1905）
1906　废科举
1906　丙午风灾
1907　徐錫麟（ －1907），马宗汉（ －1907），秋瑾（1875－1907）被捕处死
1908　宣统帝（溥仪，1906－1967）
1908　西江水灾
1909　宣统
1910　东北鼠疫（1910－1911）
1911　黃兴（1874－1916）广州起义，黄花岗事件
1911　辛亥革命爆发，南方各省独立，清朝开始瓦解
1912　清帝退位，清朝正式灭亡